# Cop d'ariet

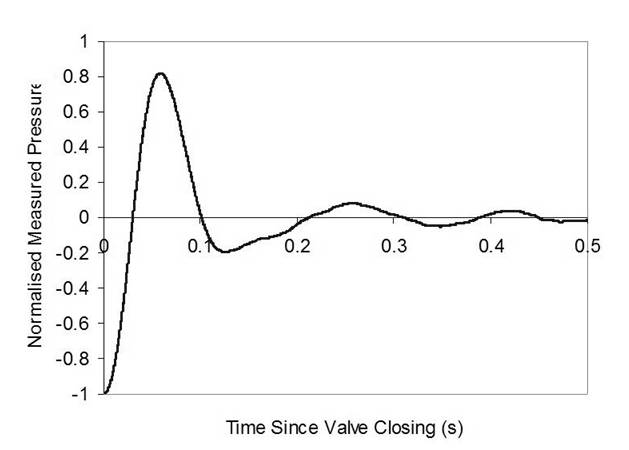
Ona de pressió típica causada pel tancament d'una vàlvula en una canonada

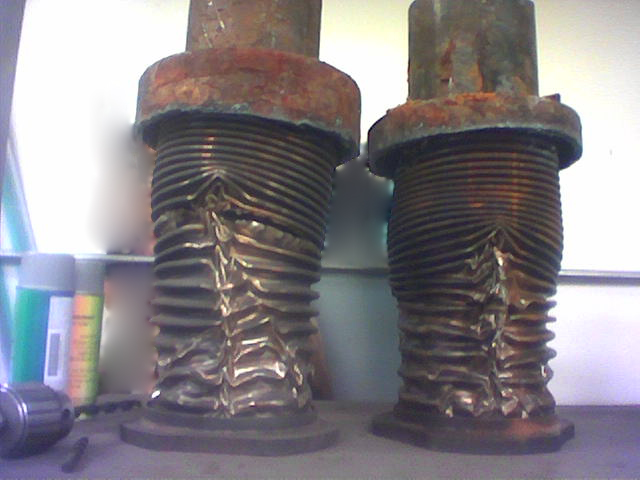
Material destruït per un cop d'ariet.

El cop d'ariet o Impuls de Jukovski, anomenat així per l'enginyer rus Nikolai Jukovski, és juntament amb la cavitació el principal causant d'avaries a les canonades i instal·lacions hidràuliques.
El cop d'ariet s'origina pel fet que el fluid és lleugerament elàstic (tot i que en diverses situacions es pot parlar de fluid no compressible). En conseqüència, quan es tanca bruscament una vàlvula o una aixeta instal·lada a l'extrem d'una canonada de certa longitud, les partícules de fluid que s'han detingut són empeses per les que venen immediatament darrere i que segueixen encara en moviment. Això origina una sobrepressió que es desplaça per la canonada a una velocitat que pot superar la velocitat del so en el fluid. Aquesta sobrepressió té dos efectes: comprimeix lleugerament el fluid, reduint el seu volum, i dilata lleugerament la canonada.
Quan tot el fluid que circulava per la canonada s'ha detingut, cessa l'impuls que la comprimia i, per tant, aquesta tendeix a expandir-se. D'altra banda, la canonada que s'havia eixamplat lleugerament tendeix a reprendre la seva dimensió normal. Conjuntament, aquests efectes provoquen una altra ona de pressió en el sentit contrari. El fluid es desplaça en direcció contrària però, en estar la vàlvula tancada, es produeix una depressió pel que fa a la pressió normal de la canonada. Al reduir la pressió, el fluid pot passar a estat gasós formant una bombolla mentre que la canonada es contrau. En arribar a l'altre extrem de la canonada, si l'ona no es veu dissipada, per exemple, amb un dipòsit a pressió atmosfèrica, es reflectirà sent mitigada progressivament per la mateixa resistència a la compressió del fluid i la dilatació de la canonada.

## Càlcul
Si el tancament o obertura de la vàlvula és brusc, és a dir, si el temps de tancament és menor que el temps que triga l'ona a recórrer la canonada d'anada i tornada, la sobrepressió màxima es calcula com
{\displaystyle C\cdot {\frac {V_{o}}{g}}},
on:
- {\displaystyle C} és la velocitat de l'ona (velocitat relativa respecte al fluid) de sobrepressió o depressió,
- {\displaystyle V_{o}} és la velocitat mitjana del fluid, en règim de moviment.
- {\displaystyle G=9,81m/s^{2}} és l'acceleració de la gravetat.

Així mateix, la velocitat de l'ona es calcula com:
{\displaystyle C={\sqrt {\frac {\frac {K}{r_{o}}}{1+K\cdot {\frac {D}{E\cdot e}}}}}}
on:
- {\displaystyle K} és el mòdul elàstic del fluid,
- {\displaystyle R_{o}} és la densitat del fluid,
- {\displaystyle E} és el mòdul d'elasticitat (mòdul de Young) de la canonada que naturalment depèn del material de què està feta.
- {\displaystyle I} és el gruix de les parets de la canonada.
- {\displaystyle D} és el diàmetre de la canonada.

Per al cas particular de tenir aigua com a fluid:
- {\displaystyle R_{o}=1000kg/m^{3}}

- {\displaystyle K=2.074E+09N/m^{2}}

Aquesta expressió s'arriba a la fórmula de Allievi:
{\displaystyle C={\frac {9900}{\sqrt {47.3+\lambda \cdot {\frac {D}{e}}}}}}
on s'introdueix una variable (lambda) que depèn del material de la canonada, i com a referència es dona el següent valor:
- {\displaystyle \Lambda _{acer}=0,5}

El problema del cop d'ariet és un dels problemes més complexos de la hidràulica, i es resol generalment mitjançant models matemàtics que permeten simular el comportament del sistema.
Les bombes d'ariet funcionen gràcies a aquest fenomen.

## Conseqüències
Aquest fenomen és molt perillós, ja que la sobrepressió generada pot arribar a entre 60 i 100 vegades la pressió normal de la canonada, ocasionant la destrucció dels accessoris instal·lats en els extrems (aixetes, vàlvules, etc.).
El cop d'ariet ha provocat accidents molt seriosos, com el que va ocórrer el 17 d'agost del 2009 a la central hidroelèctrica de Sayano-Shushenskaya, a Russia, on van morir 75 persones
La força del cop d'ariet és directament proporcional a la longitud del conducte, ja que les ones de sobrepressió es carregaran de més energia, i inversament proporcional al temps durant el qual es tanca la clau: com menys dura el tancament, més fort serà el cop.
El cop d'ariet fa malbé el sistema de proveïment de fluid, de vegades fa rebentar canonades de ferro colat, eixampla les de plom, arrenca colzes instal·lats, etc.,

## Dispositius per controlar el cop d'ariet
Per a evitar aquest efecte hi ha diversos sistemes:
- Per a evitar els cops d'ariet causats pel tancament de vàlvules, cal estrangular gradualment el corrent de fluid, és a dir, tallant-lo amb lentitud utilitzant a tal efecte, per exemple vàlvules de seient. Com més llarga és la canonada, més temps durarà el tancament.
- No obstant això, quan la interrupció del flux és degut a causes incontrolables com, per exemple, la parada brusca d'una bomba elèctrica, s'utilitzen tancs pneumàtics amb cambra d'aire comprimit, torres piezomètriques o vàlvules de ressort que puguin absorbir l'ona de pressió, mitjançant un dispositiu elàstic.
- Un altre mètode és la col·locació de ventoses d'aireig, preferiblement trifuncionals

1. Introduir aire quan s'estregui fluid de la canonada, per evitar que es generin buits;
2. extracció de grans bosses d'aire que es generin, per evitar que una columna d'aire empesa pel fluid acabi rebentant els colzes o, les crestes de les xarxes on acostumen a acumular-se les bosses d'aire, com és més habitual;
3. extracció de petites bosses d'aire, el sistema de les mateixes ventoses a part del sistema que permet l'extracció de les grans bosses d'aire i una altra via per a les petites bosses que es puguin allotjar en la mateixa ventosa.[2]

- Un altre cas comú de variació brusca de la velocitat del flux en la canonada es dona en les centrals hidroelèctriques, quan es produeix una caiguda parcial o total de la demanda. En aquests casos es tracta de volums importants de fluid que han de ser absorbits, s'utilitzen en la majoria dels casos de torres piezomètriques, també anomenades xemeneies d'equilibri que es connecten amb la pressió atmosfèrica, o vàlvules de seguretat.